# 事實有時是謊言
《事實有時是謊言》是由Niichi創作的日本漫畫。作者的首部單一系列作品，於作者的Twitter帳戶每週更新，並由KADOKAWA書籍化。繁體中文版於2021年12月起由台灣角川出版。

## 沿革
本作在網路上發表後，以同人誌的形式發售。據NETORABO報導，本作於2018年9月左右在Twitter上流行起來。作者Niichi表示，本作是「原本的故事陷入創作瓶頸，為了配合活動場次而匆忙想出的系列」，並不是以商業出版為目的構想的，而是「原本沒有打算公諸於世的故事」。Niichi原本只打算創作1冊同人誌，但在有讀者表示希望有續集後成為了長篇系列。
2020年7月起由KADOKAWA書籍化，2024年12月為止出版了6冊單行本。

## 出版書籍
| 冊數 | KADOKAWA       | KADOKAWA               | 台灣角川       | 台灣角川               |
| 冊數 | 發售日期       | ISBN                   | 發售日期       | ISBN                   |
| ---- | -------------- | ---------------------- | -------------- | ---------------------- |
| 1    | 2020年7月31日  | ISBN 978-4-04-604812-7 | 2021年12月20日 | ISBN 978-626-321-028-8 |
| 2    | 2021年4月21日  | ISBN 978-4-04-605135-6 | 2021年12月20日 | ISBN 978-626-321-029-5 |
| 3    | 2022年6月15日  | ISBN 978-4-04-605852-2 | 2023年5月25日  | ISBN 978-626-352-519-1 |
| 4    | 2023年6月28日  | ISBN 978-4-04-605852-2 | 2024年12月19日 | ISBN 978-626-400-998-0 |
| 5    | 2024年6月24日  | ISBN 978-4-04-606922-1 |                |                        |
| 6    | 2024年12月24日 | ISBN 978-4-04-607343-3 |                |                        |
| 7    | 2025年8月6日   | ISBN 978-4-04-607634-2 |                |                        |

## 創作
作者Niichi表示，在製作第1卷同人誌的時候「沒有任何目標或背景」，故事只確定了情節概要，主要由薫和七海2個角色的對話構成故事。故事的靈感大多不是「日常生活中突然想到」，而是產生自「在咖啡館或散步時看著人們經過，這類動態環境中的思考」。Niichi表示他很重視隨心所欲的描繪故事，不會為了讀者的評論而改變故事大綱，不過他也經常從評論中發現意想不到的觀點。

## 外部連結
- pixiv上的系列作品（日語）